# Bill Pascrell

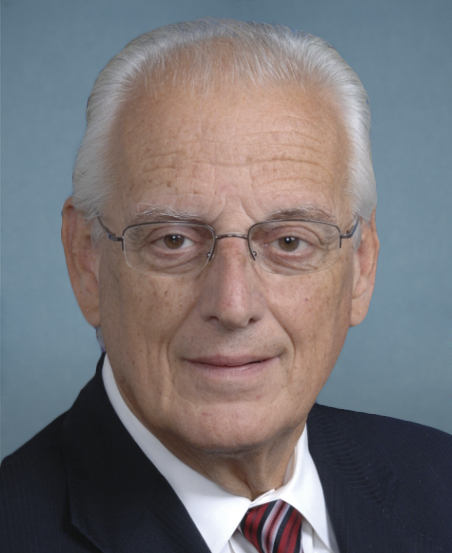
Bill Pascrell (2011)

William „Bill“ James Pascrell Jr. (* 25. Januar 1937 in Paterson (New Jersey); † 21. August 2024 in Livingston (New Jersey)) war ein US-amerikanischer Politiker (US-Demokraten). Von 1997 bis zu seinem Tod vertrat er den Bundesstaat New Jersey als Abgeordneter im US-Repräsentantenhaus.

## Werdegang
Bill Pascrell besuchte die St. George’s Elementary School und dann die St. John the Baptist High School. Danach studierte er bis 1959 an der Fordham University in New York City Journalismus. Daran schloss sich bis 1961 ein Philosophiestudium an derselben Universität an. Von 1961 bis 1962 leistete Pascrell Militärdienst bei der United States Army. Bis 1967 gehörte er der US-Army-Reserve an. Danach arbeitete er zwölf Jahre als High-School-Lehrer. Schließlich stieg er bis zum Professor an der Fairleigh Dickinson University auf. Gleichzeitig begann er als Mitglied der Demokratischen Partei eine politische Laufbahn. Zwischen 1979 und 1982 gehörte Pascrell dem Bildungsausschuss seiner Heimatstadt Paterson an. Von 1988 bis 1996 war er Mitglied der New Jersey General Assembly, wo er zeitweise die demokratische Fraktion führte. Von 1990 bis 1996 war er auch Bürgermeister von Paterson.
Bei den Kongresswahlen des Jahres 1996 wurde Pascrell im achten Wahlbezirk von New Jersey in das US-Repräsentantenhaus in Washington, D.C. gewählt, wo er am 3. Januar 1997 die Nachfolge von William J. Martini antrat. Da er bei allen folgenden Wahlen wiedergewählt wurde, konnte er sein Mandat bis zu seinem Tod ausüben. Von 2013 bis zu seinem Tod vertrat er den neunten Kongresswahlbezirk seines Staates im Repräsentantenhaus. In seine Zeit als Abgeordneter fielen die Terroranschläge am 11. September 2001, der Irakkrieg und der Militäreinsatz in Afghanistan. Er gehörte zu jenen 80 demokratischen Abgeordneten, die zusammen mit der überwältigen Mehrheit der republikanischen Abgeordneten für die Invasion des Irak stimmten – eine Entscheidung, die er später ausdrücklich als „historischen Fehler“ bezeichnete. Pascrell war zuletzt Mitglied im Haushaltsausschuss und im Committee on Ways and Means sowie in dessen Unterausschuss für den Gesundheitsbereich. In früheren Legislaturperioden hatte er dem Ausschuss für innere Sicherheit und dem Verkehrsausschuss angehört. Dabei setzte er sich für eine Verbesserung der Infrastruktur, vor allem im Bereich des Transportwesens, ein.
Im Juni 2024 wurde Pascrell als Kandidat der Demokraten für seinen Sitz bei den Wahlen zum Repräsentantenhaus am 5. November 2024 nominiert, die er allerdings nicht mehr erlebte.
Bill Pascrell war verheiratet und lebte in seiner Heimatstadt Paterson. Er verstarb im Alter von 87 Jahren am 21. August 2024 in einem Krankenhaus in Livingston (New Jersey).